# Frères Acevedo
Les frères Acevedo sont les quatre fils d'Arturo Acevedo Vallarino et forment un groupe familial reconnu en Colombie en tant que précurseur de l'industrie cinématographique colombienne. Ils se nomment Alfonso, Gonzalo, Álvaro et Armando.

## Alfonso Acevedo Bernal
Né à Zipaquirá en 1898 et mort à Bogota en 1956, Alfonso est l'aîné des quatre frères. Il se marie avec Blanca Moreno, avec qui il a deux enfants : Vilma et Alfonso. Il participe à l'entreprise en tant que rédacteur de textes pour les films.

## Gonzalo Acevedo Bernal
Né à Bogota en 1900 et mort à Cali en 1967, Gonzalo se marie avec la Belge Carmen Halewyck, avec qui il a trois filles : Lucy, Olga et Irma. Acteur, cadreur et producteur, il est le premier des frères à participer aux activités cinématographiques de son père. Dans La tragedia del silencio sorti en 1924, il joue le rôle de l'étudiant.

## Álvaro Acevedo Bernal
Né à Bogota en 1901 et mort dans la même ville en 1992, Álvaro est cadreur et producteur de cinéma. Il se marie en 1942 avec l'écrivaine Asenneth Londoño avec qui ils ont une fille : Patricia. Dans les années 1930, il est administrateur du Teatro Real de Bogotá.

## Armando Acevedo Bernal
Né à San Cayetano en 1914 et mort à Cali en 1984, Armando est cadreur et producteur. Il réalise, avec son père, une tournée dans tout le pays pour présenter leur film Bajo el cielo antioqueño.